# Heinz Steffens
Heinz Steffens (* 13. März 1913 in Bernburg; † 17. Dezember 1982) war ein deutscher Maler und Grafiker. Er wird als bedeutender Künstler der klassischen Moderne in Mitteldeutschland betrachtet.

## Leben
Steffens studierte von 1931 bis 1933 an der Burg Giebichenstein bei Erwin Hahs und Charles Crodel. Es schloss sich bis 1938 eine Zeit als Meisterschüler bei Cesar Klein an der Akademie der Künste Berlin an. In der Zeit des Nationalsozialismus galten seine Arbeiten als „entartet“, so dass er im Weiteren nicht künstlerisch arbeitete. Steffens war als Entwurfszeichner tätig. Ab 1939 nahm er als Soldat der Wehrmacht am Zweiten Weltkrieg teil. 1947 kehrte er aus der Kriegsgefangenschaft nach Bernburg zurück und wurde freischaffender Künstler.
Er arbeitete für das Museum Bernburg, für das er viele Ausstellungen gestaltete, so in den 1960er und Anfang der 1970er Jahre Ausstellungstafeln für das Münzkabinett, die Dauerausstellung Ur- und Frühgeschichte und die naturkundlichen Dauerausstellungen.
Heinz Steffens lebte in Bernburg in seinem Geburtshaus an der Adresse Liebknechtstraße 41d und gehörte dem Verband bildender Künstler Halle (Saale) an. In Bernburg stellte er auch seine Arbeiten aus.
Sein Nachlass befindet sich im Museum Schloss Bernburg. 2014 wurde an seinem Geburtshaus eine Gedenktafel enthüllt.

## Werke (Auswahl)
- Das Leid (vor 1949, Öl)[3]
- Landschaft (1951, Öl)[4][5]

## Ausstellungen (unvollständig)

### Einzelausstellungen
- 1955: Halle/Saale, Galerie Henning (Malerei)
- 1971: Bernburg, Museum im Schloss (Städtebilder; Auftragsarbeiten für den VEB Zementwerk Nienburg)

#### Postum
- 1986: Halle/Saale, Galerie Am Hansering
- 1992/1993: Bernburg, Schloss Bernburg (Gedächtnisausstellung)
- 2024: Bernburg, Galerie des Museums im Schloss: Heinz Steffens – Form in Bewegung

### Ausstellungsbeteiligungen
- 1948: Halle/Saale, Städtisches Museum in der Moritzburg, Große Kunstausstellung Sachsen-Anhalt[6]
- 1949: Dresden, 2. Deutsche Kunstausstellung
- 1974, 1979: Halle/Saale, Bezirkskunstausstellungen